# Daliah Lavi
Daliah Lavi (nome de batismo: Daliah Levenbuch; Shavei Zion, Mandato Britânico da Palestina, 12 de outubro de 1942 – Asheville, Estados Unidos, 3 de maio de 2017) foi uma atriz e cantora israelita.

## Biografia
Começou como dançarina, carreira que interrompeu para servir o exército israelense.
Viveu em Estocolmo nos anos 1950, inclusive foi lá que estreou seu primeiro filme ("Hemsöborna"), em 1955. No início dos anos 60, retornou a atuar em uma série de filmes europeus que lhe foram oferecidos. Alcançou um status de estrela com o filme Lord Jim de 1965. Seguiram-se The Spy with a Cold Nose (1966) e a paródia Bondiana Casino Royale (1967). Ao lado de Elke Sommer, Ewa Aulin, Senta Berger, Rosanna Schiaffino, Shirley Eaton, Sylva Koscina, Barbara Bouchet, perseguiu um status de símbolo sexual o que se esvaneceu devido a tantas belezas do período. Seu último filme, foi um faroeste, Catlow ao lado de Yul Brynner, Richard Crenna e Leonard Nimoy.
Daliah Lavi domina com perfeição vários idiomas: francês, inglês, espanhol, italiano, sueco, alemão, e naturalmente o hebraico. Ela foi famosa por suas canções hebraicas ( dela há uma versão de Erev Shel Shoshanim) e alemãs (como "Oh, wann kommst du?" e "Willst du mit mir gehn?"). Nascida numa comunidade de emigrados da Alemanha, desde cedo ela conheceu a língua, e teve uma longa carreira como cantora na Alemanha, até poucos anos antes de deixar os palcos.
Morreu em 3 de maio de 2017, aos 74 anos.

## Filmografia
- 1955 – Hemsöborna
- 1960 – Brennender Sand
- 1960 – Candide ou l'optimisme au XXe siècle
- 1961 – Im Stahlnetz des Dr. Mabuse
- 1961 – La fête espagnole
- 1961 – Le jeu de la vérité (br.: O jogo da verdade)
- 1961 – Le puits aux trois vérités (Não creditado)
- 1961 – Un soir sur la plage
- 1962 – Das schwarz-weiß-rote Himmelbett
- 1962 – Two Weeks in Another Town (br.: A cidade dos desiludidos)
- 1963 – Das große Liebesspiel
- 1963 – La frusta e il corpo
- 1964 – Cyrano et d'Artagnan
- 1964 – Old Shatterhand (br.: A batalha final dos apaches)
- 1965 – DM-Killer
- 1965 – La Celestina P... R...
- 1965 – Lord Jim (br.: Lord Jim)
- 1965 – Schüsse im Dreivierteltakt
- 1965 – Ten Little Indians (br.: E não sobrou nenhum)
- 1966 – The Silencers (br.: O agente secreto Matt Helm)
- 1966 – The Spy with a Cold Nose (br.: O espião de nariz frio)
- 1967 – Casino Royale (br.: Cassino Royale)
- 1967 – Jules Verne's Rocket to the Moon (br.: Aqueles fantásticos loucos voadores)
- 1968 – Nobody Runs Forever (br.: Atentado ao alto comissário)
- 1969 – Some Girls Do (br.: Algumas garotas fazem)
- 1971 – Catlow (br.: Catlow)